# Трюхино
Трюхино — село в Макушинском районе Курганской области. Входит в состав Казаркинского сельсовета.

## История
До 1917 года в составе Казаркинской волости Курганского уезда Тобольской губернии. По данным на 1926 год состояла из 57 хозяйств. В административном отношении входила в состав Малокаменского сельсовета Макушинского района Курганского округа Уральской области.

## Население
| 1989 | 2002 | 2010 |
| ---- | ---- | ---- |
| 291  | ↘244 | ↘108 |

По данным переписи 1926 года в деревне проживало 292 человека (139 мужчин и 153 женщины), в том числе: русские составляли 100 % населения.